# Nagymihály
Nagymihály (szlovákul Michalovce, korábban Michalany, németül Großmichel) város Szlovákiában, a Kassai kerület Nagymihályi járásának székhelye. Zemplén szlovákiai részének központja. Kisverbóc, Laborcszög, Mocsár és Topolyán tartozik hozzá.

## Fekvése
A Laborc völgyében fekszik, Kassától 54 km-re keletre.

## Története

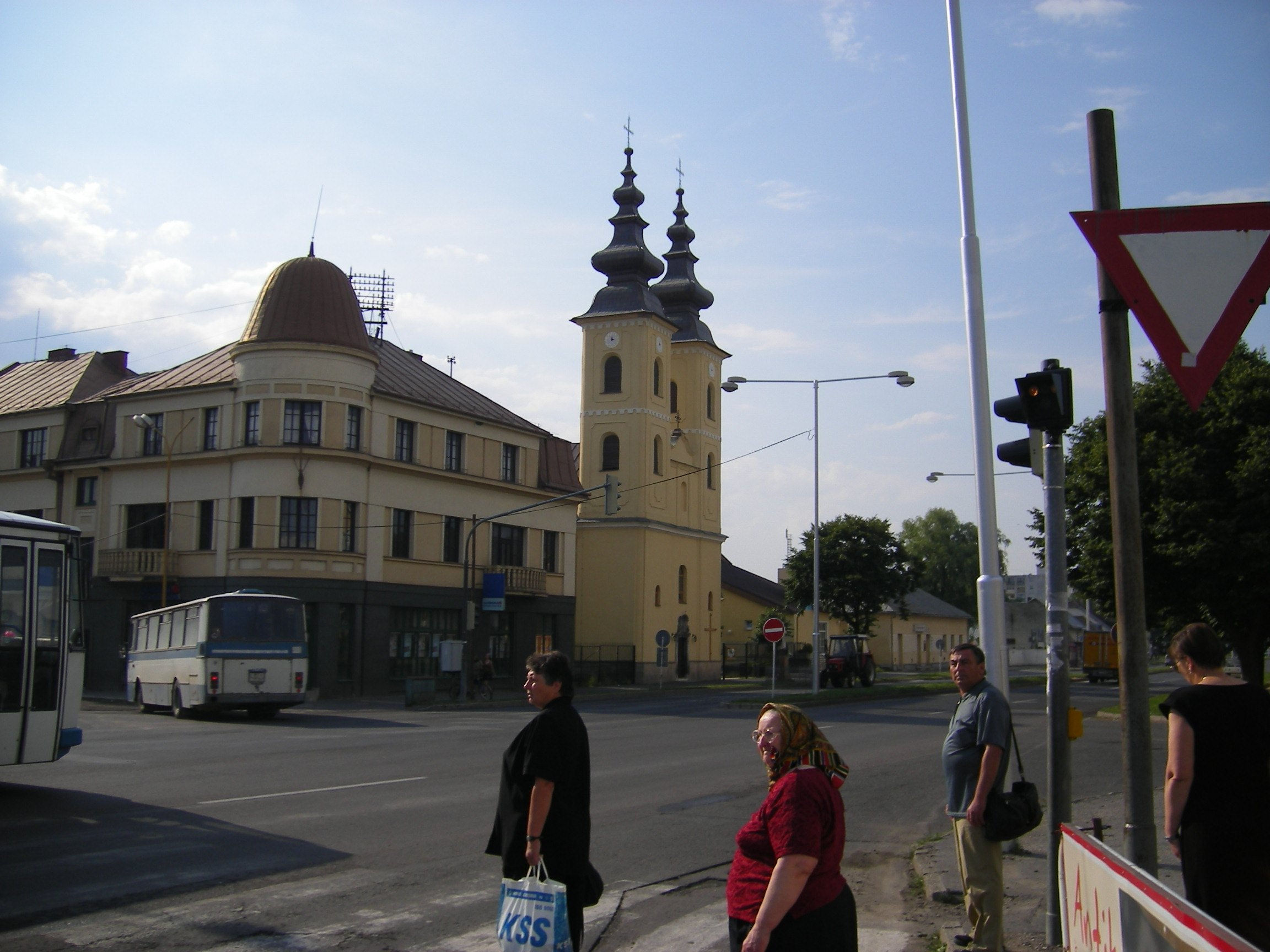
A katolikus templom

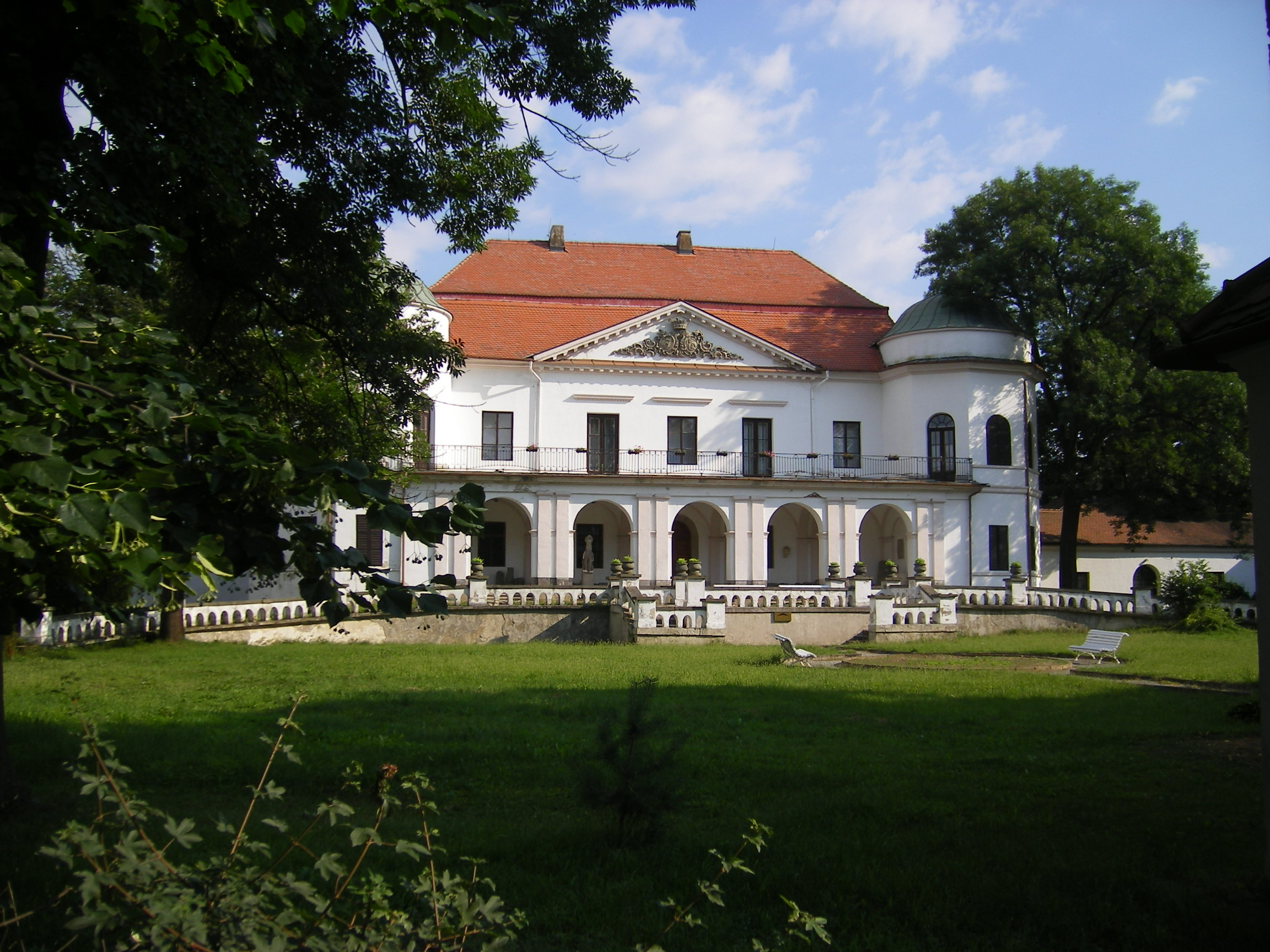
Az egykori Sztáray-kastély

A régészeti leletek tanúsága szerint a város területe az újkőkorszak óta lakott. Előkerültek a korai bronzkor, a kelták és a római kor emlékei. A 6. században pedig már a szlávok alapítottak települést ezen a vidéken. Ugyancsak kerültek elő leletek a 9-10. század közötti időből a Hrádok nevű részen és a mai Templom téren is, ahonnan a legkorábbi épületmaradványok származnak.
A tatárjárás után a szláv-magyar lakosság helyére németeket telepítettek. Ebből az időből, 1244-ből származik a település első írásos említése „Posessio Michal” néven. 1258-ban „praedium Mihal” néven említik.
1290-ben már említik Szűz Mária tiszteletére szentelt templomát és plébániáját, valamint négy malmát is. A Nagymihályiak által 1278-ban épített várat 1312-ben Amadé dúlta fel (ez a vár a későbbi, 17. századi Sztáray-kastély elődje). 1346-ban vámszedési joga, 1374-ben hetipiac, 1399-től pedig vásártartási joga is volt.
A település 1416-ban már mezőváros, a Sztáray-uradalom központja. 1473-ban rövid időre a husziták foglalták el. A 16. század harcaiban jelentős szerepe volt, gyakran tartottak itt megyegyűléseket.
Első céhét 1651-ben alapították, 1674-ben már a szabóknak, gombkészítőknek és szűcsöknek is volt itt céhe. 1698-ban alakult meg a csizmadia és a mészáros céh. 1671-ben három kastély is állott itt, amelyből kettő a Forgáchoké, egy pedig az Erdődieké volt.
A török korban magyar többségű település a 18. századra szlovák-ruszin többségű lett, majd több ezer zsidó is költözött ide.
A 18. század végén Vályi András így ír róla: „NAGY MIHÁLY. Elegyes tót, és német mező Város Zemplén Várm. földes Ura G. Sztáray Uraság, lakosai katolikusok, és másfélek, fekszik Lasztomérhez 1, Topolyához pedig 1/4 órányira, Sztranyán Ungvár Vármegyei helységtől tsak a’ Laborcz vize hasíttya, térséges, fekete agyagos, és homokos földgye három nyomásbéli, leg inkább búzát, gabonát, és tengerit terem, árpát; és zabot középszerűen, erdeje, szőleje nints, kő bányája, vámja, harmintzadgya, sóháza van, legelővel bővelkedik, piatzok leg inkább helyben.”
1804-től postahivatala volt a városnak.
Fényes Elek 1851-ben kiadott geográfiai szótárában így ír a városról: „Nagy-Mihály, tót-orosz m. n. Zemplén vmegyében, a Laborcza mellett Ungh vmegye szélén, Kassához keletre 8 mfdnyire: 1280 romai, 612 gör. kath., 60 evang., 170 zsidó lak. Romai és görög kath. paroch. templom. Synagoga. Csinos kastély és kert, cs. k. sóház és postahivatal. Híd a Laborczán, s két malom. Szántóföldje 1938 hold, s elég termékeny. F. u. gr. Sztáray Albert örök.”
A 19. század második felében járási központ lett. Sörfőzde, téglagyár és gőzmalom is működött itt. 1874-ben megépült a várost Mezőlaborccal összekötő vasútvonal. 1876-ban a kórház is megkezdte működését. Önkéntes tűzoltó egylete 1885-ben alakult.
Borovszky Samu monográfiasorozatának Zemplén vármegyét tárgyaló része szerint: „Nagymihály, Ung vármegye határszélén, a Laborcz folyó mellett fekvő magyar nagyközség 450 házzal és 4906, túlnyomóan róm. kath. vallású lakossal. Igen régi község. Multja visszanyúlik a XI. századba. Az első följegyzést róla 1056-ban találjuk, a mikor Rajnold nádor fia, a hősiességéről nagynak nevezett Mihály kapta királyi adományul. Nagy Mihály építtette itt a várat is s az ő nevéről nyerte a község is a nevét. Történelmi szereplése azonban csak a XV. századtól kezdődőleg maradt fenn az okiratokban. Annak a századnak első felében Nagymihályi László a dominium ura s halála után a terjedelmes birtokon részben Nagymihályi Eödön fiai, Eödönffy László fiai, Nagymihályi Albert fiai, Pongrácz fiai, a Tibai Eördög család és Lucskai Imre fiai osztozkodnak 1449-ben. 1473-ban az országba tört csehek véres ostrommal elfoglalták a várat s hatalmukba kerítették a várhoz tartozó uradalmat is. A csehek garázdálkodásának Mátyás király vetett véget. Az idegen bitorlókat kiűzte s a várat visszaadta régi urainak. Az 1598-iki összeírás szerint a következő családok voltak az urai: Bankó Mihály, Eödönffy Kristóf, Hegyi Ödön, Nagymihályi Dénesné, Nagymihályi Farkas, Gábor, István, Kristóf, Miklós, Pál, Zsigmond és özv. Nagymihályi Györgyné és Jánosné. Továbbá itt látjuk még Sztáray Ferencz és Vinnay Kristóf nevét is. A későbbi századokban a gróf Sztáray család birtokába jutott Nagymihály. Jelenleg a gróf Sztáray Sándor uradalma s ő a kegyura a kath. plébániának is, valamint ő tartja fenn a róm. katholikus templomot, a mely 1314-ben már fennállott, de évszázadok pusztító viharában rommá lett és csaknem egy századon át maradt ilyen állapotban. Külső falainak felhasználásával aztán 1736-ban újra felépítette gróf Sztáray Imre. Régi eredetét mutatja a templom harangja is, a mely 1436-ból való. A katholikus templomon kívül az 1770-ben épült gör. kath. templom és az újabb keletű izr. zsinagóga áll a hívők rendelkezésére. A község kórházában, mely már most száz beteg számára van berendezve, 1773-ban hét személyre szóló alapítványt tett gróf Sztáray Mihály, a mint hogy itt a Sztáray család, továbbá gróf Andrássy Dénes és Sulyovszky István nevéhez fűződik sok kulturális és közhasznú intézmény. Nagymihály mellett feküdt hajdan Perecse (Pereche, Prischa) elpusztult község, melyet egy 1273-ban kelt okirat említ. A Sztárayak őseinek, Demeter és Mihály comeseknek volt a birtoka. A mai Perecse-utcza őrzi a hajdani község emlékét. Nagymihály vasúti állomással, távíróval, járásbírósággal, telekkönyvi és adóhivatallal, 2 takarékpénztárral és kaszinóval a nagymihályi járás székhelye. Határában kőbánya van, a melyben gyakran tejopált találnak. Nagymihályhoz tartozik a Gábolúr-tanya, a Megyó-puszta, a Műmalom és a Szerelmes-puszta. A grófi kastélyban gazdag régiséggyüjtemény van. A szomszédos hegyen épült a Sztáray család remek mauzoleuma.”
A trianoni diktátumig Zemplén vármegye Nagymihályi járásának székhelye volt.
1919 és 1923 között Zemplén megye szlovákiai részének székhelye. 1944-ben 3500 zsidó lakosát deportálták.

## Népessége
| Év:            | 1994.  | 2004.   | 2014.   | 2024.    |
| -------------- | ------ | ------- | ------- | -------- |
| Emberek száma: | 40 836 | 39 842  | 39 510  | 35 310   |
| Eltérés:       |        | -2,43 % | -0,83 % | -10,63 % |

| Év:            | 2023.  | 2024.   |
| -------------- | ------ | ------- |
| Emberek száma: | 35 584 | 35 310  |
| Eltérés:       |        | -0,77 % |

1880-ban 3969 lakosából 2382 szlovák, 727 német és 695 magyar anyanyelvű; ebből 1793 római katolikus, 1094 izraelita, 896 görögkatolikus, 130 evangélikus, 55 református és 1 egyéb vallású volt.
1890-ben 4502 lakosából 2098 szlovák és 1577 magyar anyanyelvű volt.
1900-ban 4906-an lakták, ebből 1695 szlovák és 2659 magyar anyanyelvű.
1910-ben 6120 lakosából 3792 (61,9%) magyar, 1586 (25,9%) szlovák és 542 (8,8%) német anyanyelvű; ebből 2365 római katolikus, 1976 izraelita, 1422 görögkatolikus, 252 református, 90 evangélikus, 15 görögkeleti és 1 egyéb vallású.
1921-ben 8864 lakosából 4000 csehszlovák, 2472 zsidó, 999 magyar, 552 orosz, 102 egyéb nemzetiségű és 739 állampolgárság nélküli.
1930-ban 11602 lakosából 7614 csehszlovák, 2196 zsidó, 467 magyar, 315 német, 192 ruszin, 17 egyéb nemzetiségű és 801 állampolgárság nélküli. Ebből 4723 római katolikus, 3386 izraelita, 2809 görögkatolikus, 219 református, 161 evangélikus és 304 egyéb vallású volt.
1991-ben 38823-an lakták, ebből 37534 szlovák és 169 magyar volt.
2001-ben 39948 lakosából 37777 szlovák és 132 magyar volt.
2011-ben 40 027 lakosából 31 835 szlovák, 1207 cigány, 207 ruszin, 160 cseh, 145 ukrán, 104 magyar és 6196 ismeretlen nemzetiségű volt. A városban ekkor 155 magyar anyanyelvű élt.
2021-ben 36704 lakosából 32343 szlovák, 119 cigány, 112 magyar, 110 ruszin, 500 egyéb és 3520 ismeretlen nemzetiségű.

## Neves személyek
- Itt született 1808. július 27-én gróf Dessewffy Aurél politikus, publicista, a Világ című konzervatív lap alapítója.
- Itt született 1845. február 2-án Pállik Béla festőművész, a „birkapiktor”.
- Itt született 1862. január 27-én Fodor Ármin, bíró, kodifikátor.
- Itt született 1866-ban Németh József földművelésügyi miniszteri titkár, tanácsos.
- Itt született 1867-ben Sassi Nagy Lajos tanár.
- Itt született 1885-ben Strömpl Gábor geográfus, térképész, barlangkutató.
- Itt született 1906. szeptember 21-én Szabó Béla szlovákiai magyar író, költő.
- Itt született 1928. április 4-én Szilágyi Eta magyar színésznő.
- Itt született 1954. november 1-én Štefan Šutaj szlovák történészprofesszor.
- Itt született 1955-ben Ivan Kuzma szlovák régész.
- Itt született 1983-ban Igor Žofčák szlovák válogatott labdarúgó, a Nyíregyháza Spartacus FC korábbi játékosa.
- Itt született 1996-ban Máté Zsuzsanna kétszeres világbajnoki ezüstérmes vízilabdázó.
- Itt hunyt el 1893-ban Sztáray Antal, a főrendiház tagja, földbirtokos, főjegyző.

## Nevezetességei
- Szűz Mária Születése plébániatemploma 1313-ban épült gótikus stílusban, a vallásháborúkban (1648-ban) elpusztult, de 1772-ben barokk stílusban újjáépítették.
- A Sztáray-kastély a korábbi vár helyén, a 17. század elején épült, az 1830-as években átépítették. Ma múzeum működik benne.
- A város legrégibb építészeti emléke, a 13. századi vízivár rotundájának alapfalai a kastély parkjában.
- A görögkatolikus templom 1931 és 1934 között létesült neobizánci stílusban.
- A városháza épülete 1927 és 1929 között épült.
- A korábbi bank épülete ma városi könyvtár, a 19. század végén épült.
- Hrádok Páduai Szent Antal kápolnája 1893-ban készült.
- A város határában fekszik az 1960-ban létesített Széles-tó, Szlovákia második legnagyobb mesterséges tava, környéke üdülőhely.

## Gazdasága
- A burkolólapokat gyártó Kerámiaipari Művek állami vállalatot 1981-ben adták át.